# Narcissus papyraceus subsp. papyraceus

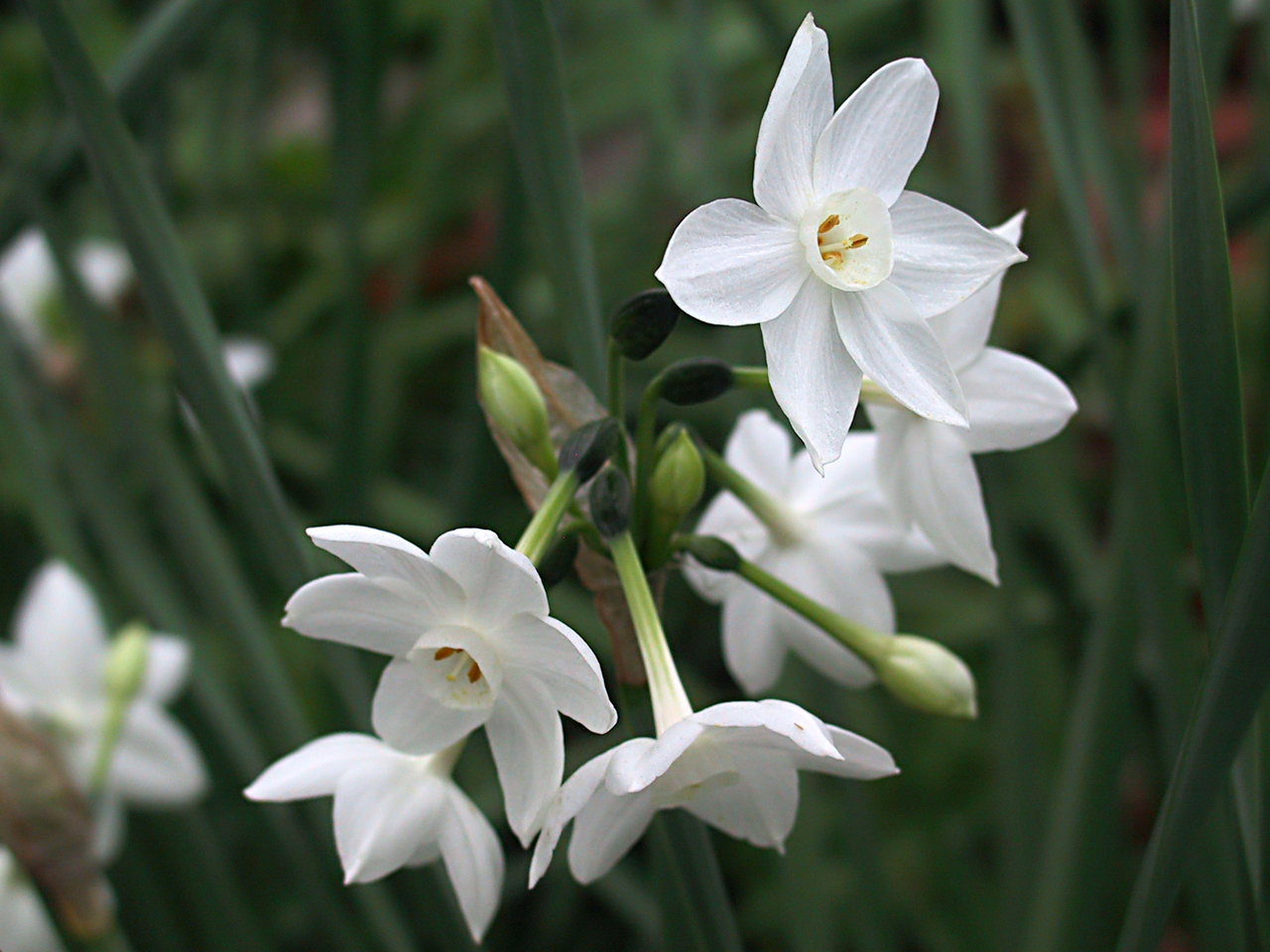
Fotografia del Narcissus papyraceus

Narcissus papyraceus subsp. papyraceus és una espècie herbàcia, perenne i bulbosa que pertany a la família de les amaril·lidàcies. És originària del sud d'Europa i Nord d'Àfrica.

## Taxonomia
Narcissus papyraceus subsp. papyraceus.
Etimologia
Narcissus nom genèric que fa referència del jove narcisista de la mitologia grega Νάρκισσος (Narkissos) fill del déu riu Cefís i de la nimfa Liríope; que es distingia per la seva bellesa.
El nom deriva de la paraula grega: ναρκὰο, narkào (= narcòtic) i es refereix a l'olor penetrant i embriagant de les flors d'algunes espècies (alguns sostenen que la paraula deriva de la paraula persa نرگس i que es pronuncia Nargis, que indica que aquesta planta és embriagadora).
papyraceus: epítet llatí que significa "com a paper".
Sinonímia
- Narcissus niveus Loisel., J. Bot. (Desvaux) 2: 278 (1809).
- Narcissus unicolor Ten., Fl. Napol. 1: 144 (1811).
- Hermione jasminea Salisb., Trans. Hort. Soc. London 1: 360 (1812).
- Narcissus anceps DC., Cat. Pl. Horti Monsp.: 127 (1813).
- Hermione papyratia Haw., Suppl. Pl. Succ.: 143 (1819).
- Hermione papyratia var. jasminea (Salisb.) Haw., Suppl. Pl. Succ.: 143 (1819), nom. illeg.
- Narcissus jasmineus (Salisb.) Schult. i Schult.f. in J.J.Roemer & J.A.Schultes, Syst. Veg. 7: 1734 (1830).
- Narcissus papyraceus var. niveus (Loisel.) Herb., Amaryllidaceae: 408 (1837).
- Narcissus papyratius (Haw.) Spach, Hist. Nat. Vég. 12: 451 (1846).
- Hermione anceps (DC.) M.Roem., Fam. Nat. Syn. Monogr. 4: 229 (1847).
- Hermione candidissima M.Roem., Fam. Nat. Syn. Monogr. 4: 228 (1847).
- Hermione nivea (Loisel.) M.Roem., Fam. Nat. Syn. Monogr. 4: 230 (1847).
- Hermione unicolor var. tingitana M.Roem., Fam. Nat. Syn. Monogr. 4: 231 (1847).
- Narcissus gennarii Parl., Fl. Ital. 3: 130 (1858).
- Narcissus papyraceus var. gennarii (Parl.) Nyman, Consp. Fl. Eur.: 711 (1882).
- Narcissus albulus Levier, Term. Füz. 10: 45 (1886).
- Narcissus papyraceus var. albulus (Levier) Nyman, Consp. Fl. Eur., Suppl. 2: 297 (1890).
- Narcissus papyraceus var. tingitanus (M.Roem.) Pau, Treb. Inst. Bot. Barcelona 12: 122 (1988).[3]